# Caikouji
Caikouji är en socken i nordvästra Kina. Den ligger i Qingcheng härad i Qingyang i provinsen Gansu, omkring 320 kilometer öster om provinshuvudstaden Lanzhou. Antalet invånare är 4 833. Befolkningen består av 2 379 kvinnor och 2 454 män. Barn under 15 år utgör 18,0 %, vuxna 15-64 år 72 %, och äldre över 65 år 9,0 %.